# Делорм, Даниэль
Даниэ́ль Дело́рм (фр. Danièle Delorme), настоящее имя — Даниэ́ль Жира́р (фр. Danièle Girard; 9 октября 1926, Леваллуа-Перре, О-де-Сен, Франция — 17 октября 2015) — французская актриса и кинопродюсер.

## Биография
Родилась в семье известного художника Андре Жирара (1901—1968), который был, в частности, знаменитым мастером агитационных афиш Французского Сопротивления. Брат — известный французский киноактёр и каскадёр Ги Делорм.
Сама Даниэль Делорм — талантливая пианистка, но настоящую славу ей принёс кинематограф. Вместе с Жераром Филипом она училась на актёрских курсах в парижской Консерватории драматического искусства.
Её кинодебют под именем «Даниэль Жирар» состоялся в 1942 году у Марка Аллегре в фильме «Прекрасная авантюра».
Наиболее известной её работой в кино является главная роль в фильме 1948 года по роману Колетт «Жижи» режиссёра Жаклин Одри. 
В 1979 году Жак Деми поручит Делорм роль самой Колетт в своей экранизации романа писательницы «Рождение дня».
В 1950 году режиссёр Анри-Жорж Клузо, обратившись к непривычному для него жанру комедии, снял актрису в главной роли в своём фильме о театре «Микетта и её мать» (с Бурвилем и Луи Жуве, по пьесе дё Флера и Кайаве).
Помимо кино Делорм много и успешно работала на сцене, — некоторое время была даже директором театра «Комеди-Комартан».
В 1945 году Делорм вышла замуж за актёра Даниэля Желена, у них родился сын Ксавье. Делорм и Желен расстались в 1954 году (из-за его романа с немецкой фотомоделью Марией Христиной Шнайдер, — родившей ему дочь, будущую актрису Марию Шнайдер). Ксавье Желен, ставший известным актёром, умер в 1999 году от рака в возрасте 45 лет.
В 1956 году Даниэль Делорм вышла замуж за режиссёра Ива Робера и занялась продюсерской деятельностью в их совместной компании «La Guèville», — иногда появляясь на экране в фильмах мужа, знаменитого комедиографа. Сыграла центральную женскую роль (Марта, жена героя Жана Рошфора) в его дилогии «И слоны бывают неверны» (1976) и «Мы все отправимся в рай» (1977).
Делорм была членом жюри Каннского кинофестиваля в 1988 году.
Скончалась 17 октября 2015 года.

## Фильмография
- 1942 — Прекрасное приключение / La belle aventure — Моник
- 1947 — Последний шанс / Les jeux sont faits — утопленница
- 1948 — Жижи[фр.] / Gigi — Жилберта-«Жижи»
- 1950 — Микетта и её мать[фр.] / Miquette et sa mère — Микетта Грандье
- 1950 — Потерянные сувениры / Souvenirs perdus
- 1952 — Длинные зубы / Les Dents longues
- 1954 — Тайны Версаля / Si Versailles m'était conté
- 1956 — Время убийц / Voici le temps des assassins — Катрин
- 1958 — Отверженные / Les Miserables — Фантина
- 1961 — Клео от 5 до 7 / Cléo de 5 à 7 — Продавщица цветов, в титрах не указана
- 1972 — Повторяющееся отсутствие / Absences répétées — мать Франсуа
- 1973 — Красавица / Belle — Жанна
- 1976 — И слоны бывают неверны / Un éléphant ça trompe énormément — Марта Дорсэ
- 1977 — Мы все отправимся в рай[фр.] / Nous irons tous au paradis — Марта Дорсэ
- 1979 — Рождение дня[фр.] / La naissance du jour (реж. Жак Деми) — Колетт
- 1982 — От кого бежит Давид?[фр.] / Qu’est-ce qui fait courir David? — Георгия